# Stefanie Koehle
Stefanie Koehle (Zams, Austria; 6 de junio de 1986) es una esquiadora que tiene 1 pódium en la Copa del Mundo de Esquí Alpino.

## Resultados

### Copa del Mundo

#### Clasificación General Copa del Mundo
- 2007-2008: 116.ª
- 2008-2009: 45.ª
- 2009-2010: 69.ª
- 2010-2011: 74.ª
- 2011-2012: 35.ª